# Pabellón Bizantino
El Pabellón Bizantino es una edificación neoclásica que se ubica dentro del Parque de la Exposición en Lima, Perú.

## Descripción
Fue construido durante el gobierno del presidente Augusto Leguía, junto al resto del parque, y el pabellón tenía como objetivo ser la oficina presidencial cuando el mandatario se encontrará dentro del parque, por lo que también es denominado pabellón del Gobierno o pabellón presidencial.
De arquitectura neoclásica, el edificio con una cúpula circular esta rodeado de columnas de fierro y barandas, en su origen tubo en su entrada leones de mármol de estilo renacentista.